# Alfriston
Alfriston ist ein Dorf und ein Civil Parish im District Wealden der Grafschaft East Sussex, England. Das Dorf liegt im Tal des Flusses Cuckmere, etwa fünf Kilometer nordöstlich von Seaford. Bei der Volkszählung im Jahr 2011 wurden 829 Einwohner gezählt.
Das Dorf wird von vielen Touristen besucht, weil es mit seinem intakten alten Ortskern ein typisches englisches Dorf darstellt. Am Rand des Dorfes in der Nähe des Flusses befindet sich die St. Andrew’s Church. Sie wurde um 1370 erbaut und wird auch „Cathedral of the Downs“ genannt.

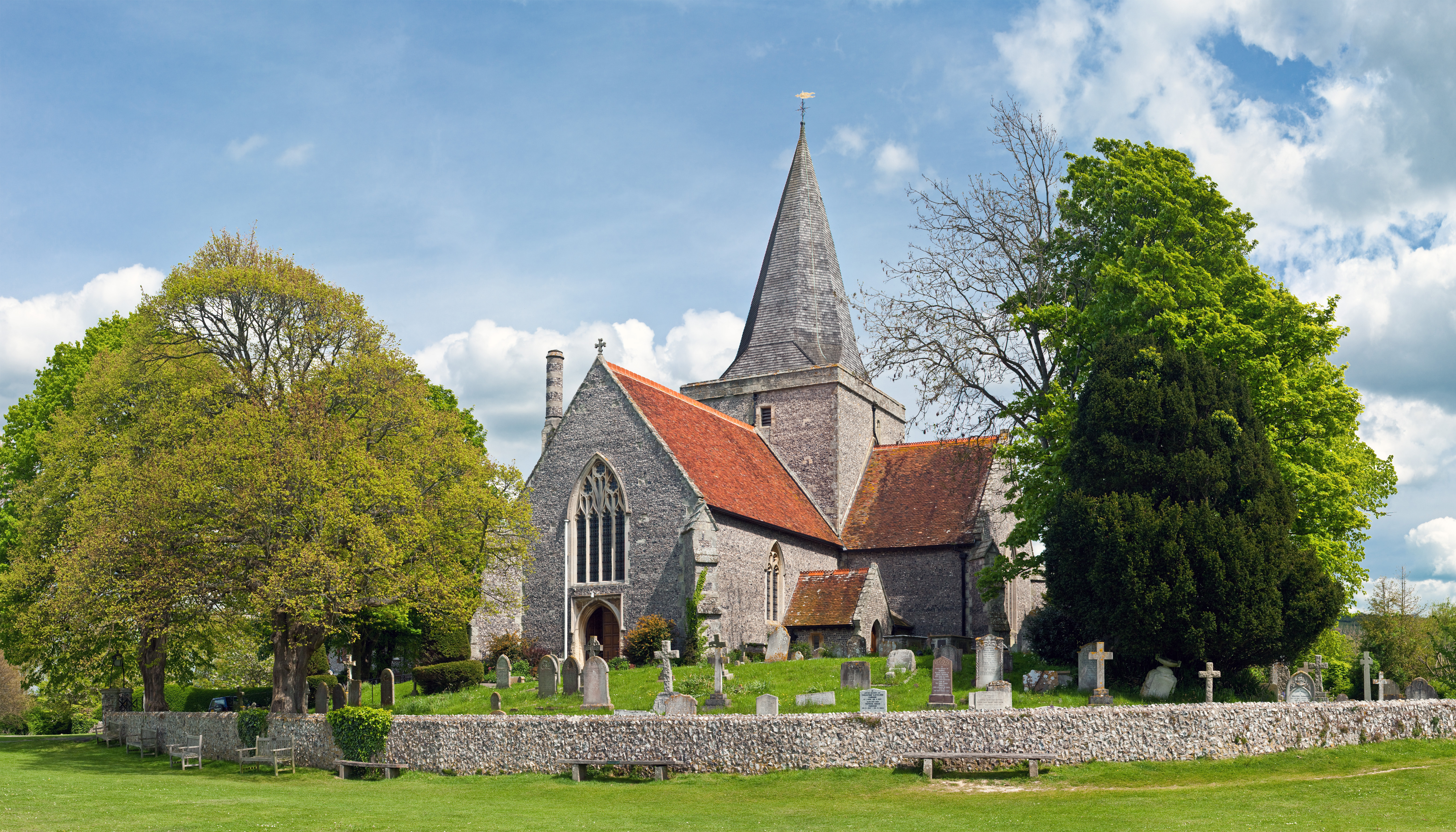
Church of St. Andrew
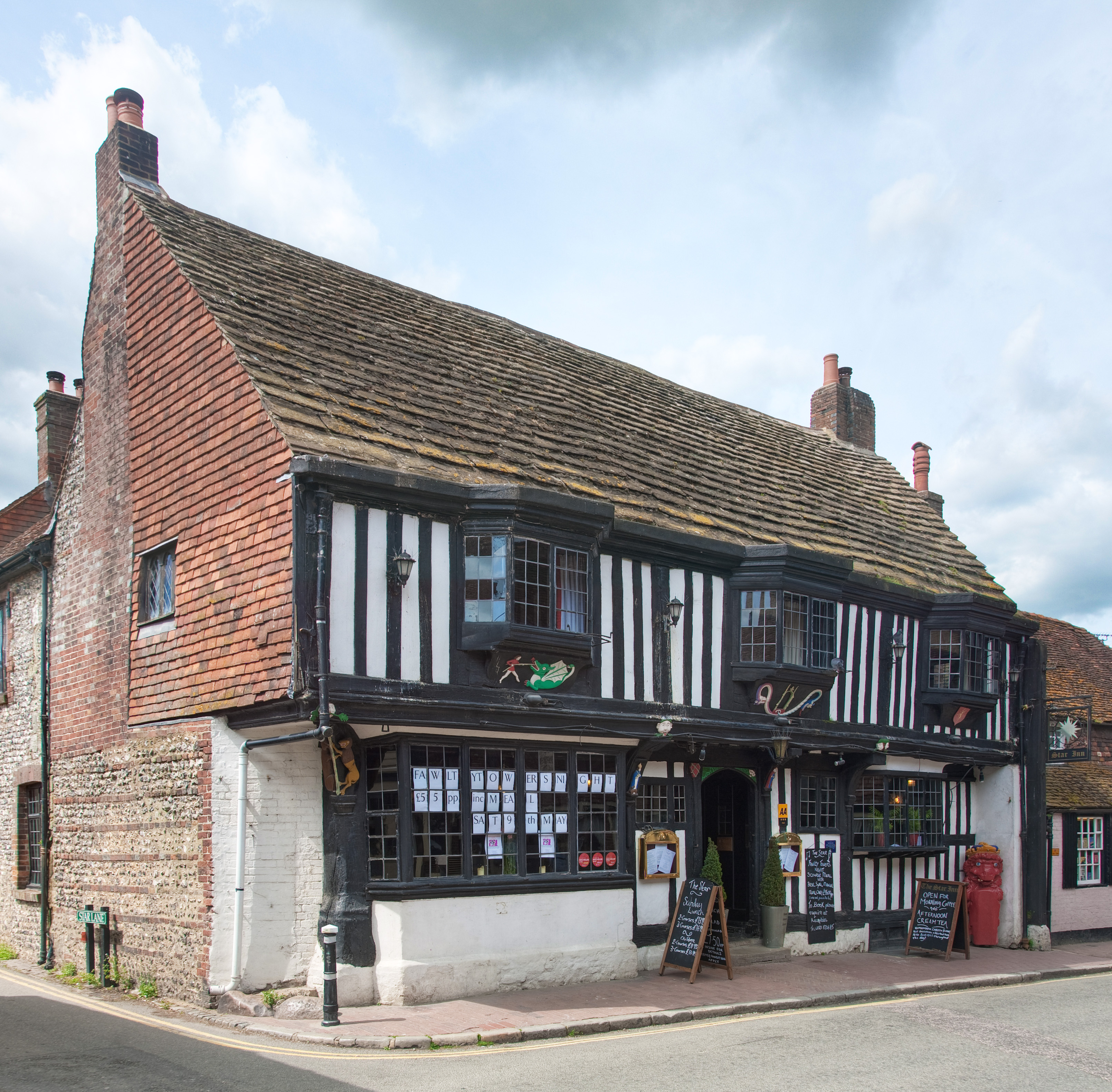
The Star Inn
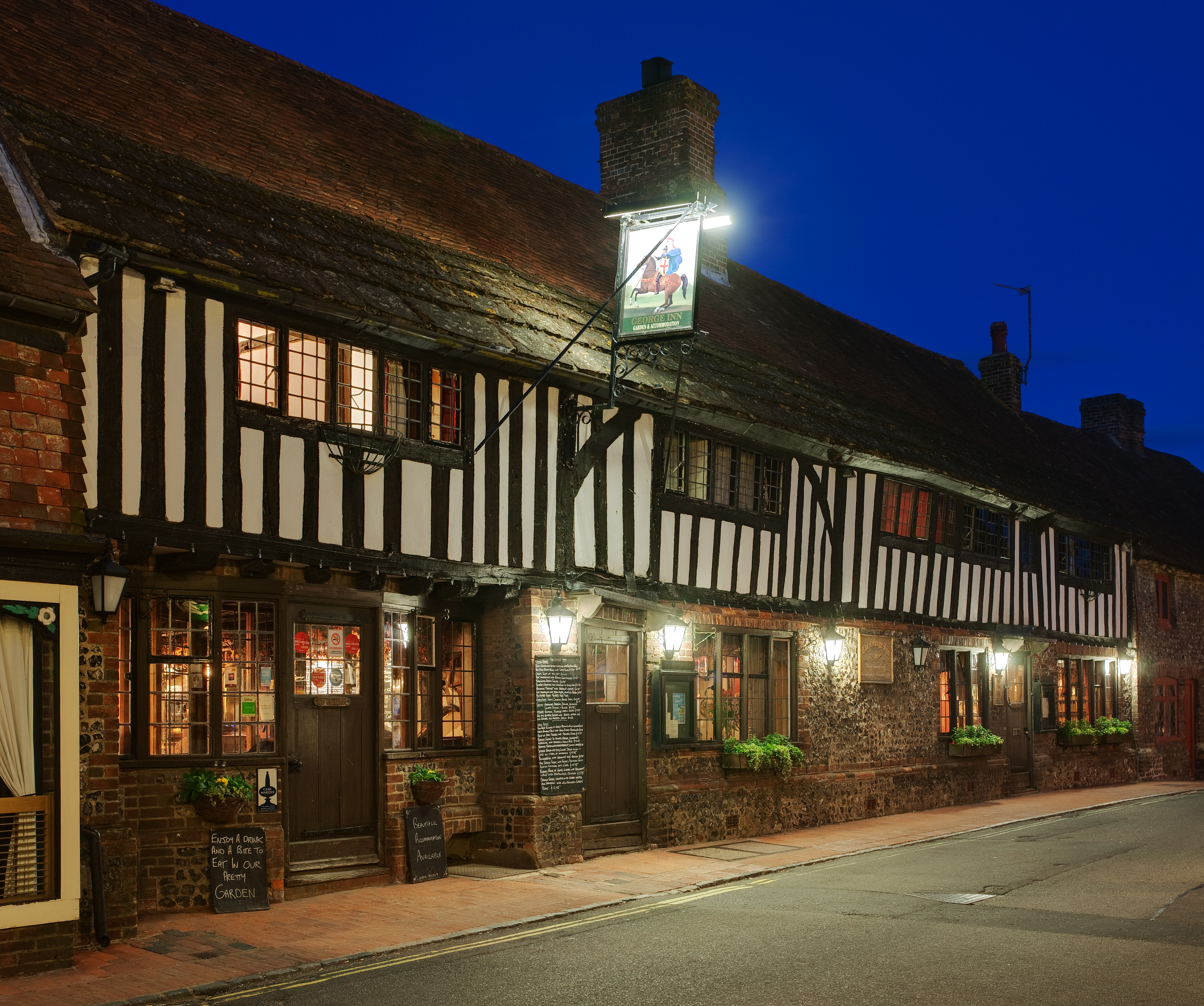
The George Inn
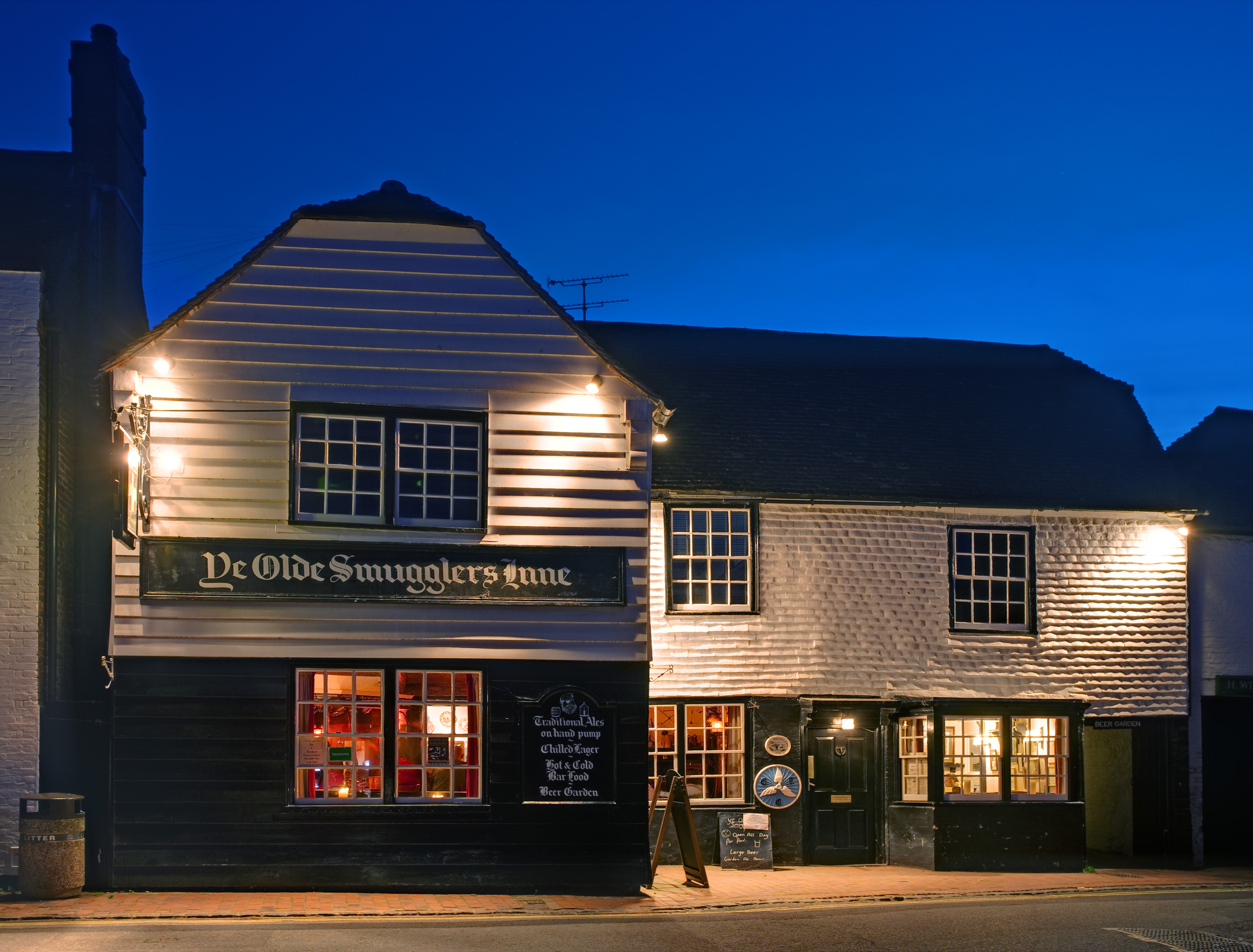
The Smugglers Inn

Im Jahr 1931 schrieb Eleanor Farjeon die populäre Hymne Morning Has Broken in Alfriston, angeblich über die Schönheit, die sie um sich sah in diesem Dorf. Das Lied wurde später von Cat Stevens gesungen und fand auch Eingang in Gesangbücher der anglikanischen Kirche.

## Persönlichkeiten, die vor Ort gewirkt haben
- Denis Healey (1917–2015), britischer Labour-Politiker
- Peter Medawar (1915–1987), englischer Zoologe und Begründer der Transplantations-Immunologie
- Jacqueline Wilson (* 1945), britische Schriftstellerin